# Reigen
Reigen (霊元, 9 de julho de 1654 – 24 de setembro de 1732) foi o 112º imperador do Japão, na lista tradicional de sucessão. Seu reinado abrangeu os anos de 1663 a 1687

## Vida
Antes da ascensão ao Trono do Crisântemo, seu nome pessoal (sua imina) era Principe Imperial Satohito. Satohito foi o 16º filho do imperador Go-Mizunoo. Sua mãe era filha do Naidaijin Sono Motonari, a dama de companhia Sono Kuniko, que mais tarde será conhecida por seu nome budista Shin-Kôgimon-in.
Em 1654 o Príncipe Imperial Satohito, foi nomeado como herdeiro de seu irmão mais velho, o Imperador Go-Komyo; no entanto, após a morte deste o jovem príncipe foi considerado jovem demais para se tornar imperador. Então ficou decidido que até que o jovem herdeiro atinja a idade para poder ser coroado, seu irmão Yoshihito irá ascender ao trono como Imperador Go-Sai.
Em 5 de março de 1663 o imperador Go-Sai abdicou; e o príncipe Satohito recebeu a sucessão. Pouco tempo depois, foi proclamado o imperador Reigen e seu reinado começou. Em 1665 foram estabelecidos Tribunais de inquisição  em todas as aldeias do Japão. Esses tribunais foram encarregados de investigar e eliminar quaisquer vestígios de cristianismo em cada comunidade.
Em 1666 foram preservadas as práticas da seita Budista Hokke shu, um dos ramos da escola Nichiren que acreditava que sua pureza espiritual e moral poderia ser manchada pela associação próxima com outras seitas. Em 1667 começou a reconstrução do Nigatsu-do uma importante estrutura do Tōdai-ji em Nara, a estrutura principal do templo tinha sido destruída por um incêndio.
Em 13 de fevereiro de 1668 outro grande incêndio irrompeu em Edo que durou 45 dias para ser debelado, acredita-se que incêndio desastroso tenha sido criminoso.
Entre 1669 e 1672 ocorreu a Revolta de Shakushain, uma rebelião Ainu no norte de Honshu, dirigida pelo líder ainu Shakushain motivada pela fome.
Em 21 de maio de 1673 morre o mestre budista chinês Ingen em Mampuku-ji, o templo principal da escola Ōbaku de Zen Budismo em Uji. No dia 4 de junho de 1680 o Shōgun Ietsuna veio a falecer e é sucedido por Tokugawa Tsunayoshi. Onze dias depois foi a vez do ex-imperador Go-Mizunoo falecer.
Em 1681, Tokugawa Tsunayoshi se tornou xogum. No ano seguinte o Príncipe Imperial Tomohito é proclamado o príncipe herdeiro; e a investidura cerimonial é realizada pela primeira vez depois de ficar suspensa por mais de 300 anos. E em 2 de maio de 1687 o imperador Reigen abdica em favor de seu quinto filho, o futuro Imperador Higashiyama. E começa a governar como imperador aposentado; após a abdicação, Reigen passa a morar no Sentō-gosho (o palácio do ex-imperador).
Em 1713 Reigen entra em um monastério sob o nome Sojō (素浄). Em  1715 a 13ª filha de Reigen, a Princesa Yoshiko casou-se com o sétimo xogum, Tokugawa Ietsugu, que morrerá no ano seguinte aos 7 anos.
Em 24 de setembro de 1732, Reigen veio a falecer aos 78 anos de idade. A memória do imperador Reigen é honrada e preservada em seu mausoléu designado pelo governo (misasagi), Tsukinowa no misasagi, que está localizado em Sennyu-ji no bairro Higashiyama-ku em Quioto, o mesmo onde seus predecessores imperiais imediatos Go-Mizunoo, Meishō, Go-Komyo e Go-Sai também estão consagrado neste misasagi seus sucessores imediatos, incluindo Higashiyama, Nakamikado, Sakuramachi, Momozono, Go-Sakuramachi e Go-Momozono.

## Xoguns
- Tokugawa Ietsuna (1663-1680)
- Tokugawa Tsunayoshi (1680-1709)
- Tokugawa Ienobu (1709-1712)
- Tokugawa Ietsugu (1712-1716)
- Tokugawa Yoshimune (1716-1732)

## Daijō-kan
Ver artigo principal: Daijō-kan
- Sesshō, Nijō Mitsuhira, (1663 – 1664)
- Sessho, Takatsukasa Fusasuke, (1664 – 1668)
- Kanpaku, Takatsukasa Fusasuke, (1668 – 1682)
- Kanpaku, Ichijō Kaneteru, (1682 – 1687)
- Sadaijin, Takatsukasa Fusasuke (1663 - 1667)
- Sadaijin, Saionji Saneharu (1667 - 1668)
- Sadaijin, Tokudaiji Kinnobu (1668 - 1670)
- Sadaijin, Ōinomikado Tsunetaka (1670 - 1671)
- Sadaijin, Kujō Kaneharu (1671 - 1677)
- Sadaijin, Konoe Motohiro (1677 - 1687)
- Udaijin, Ōinomikado Tsunetaka (1663 - 1664)
- Udaijin, Sanjo Kintomi (1664 - 1665)
- Udaijin, Koga Hiromichi (1665)
- Udaijin, Kujō Kaneharu (1665 - 1671)
- Udaijin, Konoe Motohiro (1671 - 1678)
- Udaijin, Ichijō Kaneteru (1678 - 1683)
- Udaijin, Takatsukasa Kanehiro (1683 - 1687)
- Naidaijin, Koga Hiromichi (1663)
- Naidaijin, Kujō Kaneharu (1664 - 1665)
- Naidaijin, Konoe Motohiro (1665 - 1671)
- Naidaijin, Tokudaiji Sanefusa (1671 - 1672)
- Naidaijin, Ichijō Kaneteru (1672 - 1678)
- Naidaijin, Ōinomikado Tsunemitsu (1678 - 1681)
- Naidaijin, Takatsukasa Kanehiro (1681 - 1683)
- Naidaijin, Imadegawa Kinnori (1683 - 1684)
- Naidaijin, Kasannoin Sadanobu (1685 - 1686)
- Naidaijin, Konoe Iehiro (1686 - 1688)
- Naidaijin, Matsuki Takashi (1686 - 1687)